# هانس جورج بيرغر
هانس جورج بيرغر (بالألمانية: Hans Georg Berger)‏ هو مصور ألماني، ولد في 1951.